# Sigismundspoort
De Sigismundspoort (Hongaars:Zsigmond-kapu, Slowaaks: Žigmundova brána en Duits: Sigismundstor) is één van de vier vestingpoorten van de Burcht van Bratislava en de oudste nog bestaande. De Laatgotische poort werd gebouwd tussen 1431 en 1434. De poort werd gebouwd in opdracht van Koning Sigismund van Hongarije om de vestiging te versterken. De naam van de poort verwijst ook naar deze Hongaarse koning. 
Eerder werd de poort foutief Corvinuspoort genoemd, naar de latere renaissancekoning Matthias Corvinus. De spitsbogen zijn echter, een typisch voorbeeld van Gotische architectuur  De Sigismundspoort ligt in het zuidoosten van de Citadel van Bratislava en vormt één van de toegangswegen tot de naastgelegen Burchtwijk, die op deze hoogte in  de richting van de Sint-Maartenskathedraal loopt, waar eerder ook koningen en koniginnen van Hongarije zijn gekroond.